# Лифшиц, Мендл Нохимович
Мендл Нохи́мович Ли́фшиц (также Мендель Нахимович Лифшиц, идиш מענדל ליפֿשיץ‎ — Мэндл Лифшиц; 14 января 1907, Нестановичи Минской губернии — 10 мая 1983, Москва) — еврейский советский поэт.

## Биография
Мендл Лифшиц родился в Нестановичах, одним из шестерых детей в бедной семье. Отец, Нохем-Мотл Лифшиц, служил приказчиком на пристани на реке Припять; мать, Малка Лифшиц (1870—1939), была домохозяйкой. Рано остался сиротой. До 13 лет жил в Озаричах, затем в детдоме в Минске. С 17 лет учился в профтехучилище металлистов и на рабфаке. Дебютировал стихотворениями в газете «Юнгэр арбэтэр» (Молодой рабочий) и входил в литературное объединение при этой газете.
Учился на еврейском отделении филологического факультета в Минском государственном университете (окончил в 1930 году). Автор сборников «Мои и ваши стихи» (1930), «Бодрым шагом» (1932), «Стихи» (1934), «Избранные стихи и поэмы» (1938), «Со всеми вместе» (1939). Занимался переводами, писал эпиграммы. Член Союза писателей СССР с 1934 года.
Жена Менделя Лифшица с двумя детьми были расстреляны летом 1941 года наступавшими немецкими войсками в Березино; старший брат — рядовой Абрам Лифшиц — умер от ран в 1943 году на фронте. После войны жил в Москве, где в 1947 году вышел его первый послевоенный сборник «Ибэр тойзнтэр вэрстн» (За тысячи вёрст). После запрета еврейских публикаций в СССР в следующем году возможности печататься больше не имел. Возобновил публикации в 1967 году с выходом сборника «Ба зих ин дэр hэйм» (У себя дома), за которым последовали «А зун ун а рэгн» (Солнце и дождь, 1981) и несколько сборников в переводах на русский язык («Из родника», «На дне неба», «Песня о Барсах», «Я слушаю лес»).
Сын от второго брака (с Цилей Ляткер, 1946) — литератор, пушкинист Владимир Менделевич Лифшиц (род. 1947), известный под литературным псевдонимом Владимир Владмели, автор книг «Приметы и религия в жизни А. С. Пушкина» (2003), «11 сентября и другие рассказы» (2007). Племянник — белорусский журналист Семён Лейбович Лиокумович.

### Произведения
- «Из родника» (1957)
- «Песня о Барсах» (поэма, 1962)
- «Я слушаю лес» (1973)
- «Самой светлой стране» (1975)
- «Дождь и солнце» (1981).